# 厚吴村
厚吴村，别名后吴村，位于中国浙江省永康市前仓镇，距永康市区约15公里，与缙云县接壤。
厚吴村历史可上溯至南宋嘉定年间，历经诸代发展，至今村落形态保存较为完整，历史环境及部分古建筑保存情况较好。
2007年，厚吴村被列入第三批中国历史文化名村名单。2012年，厚吴村被列入第一批中国传统村落名单。2011年，厚吴村乡土建筑被列入第六批浙江省文物保护单位；2019年，则以厚吴村古建筑群之名称列入全国重点文物保护单位。

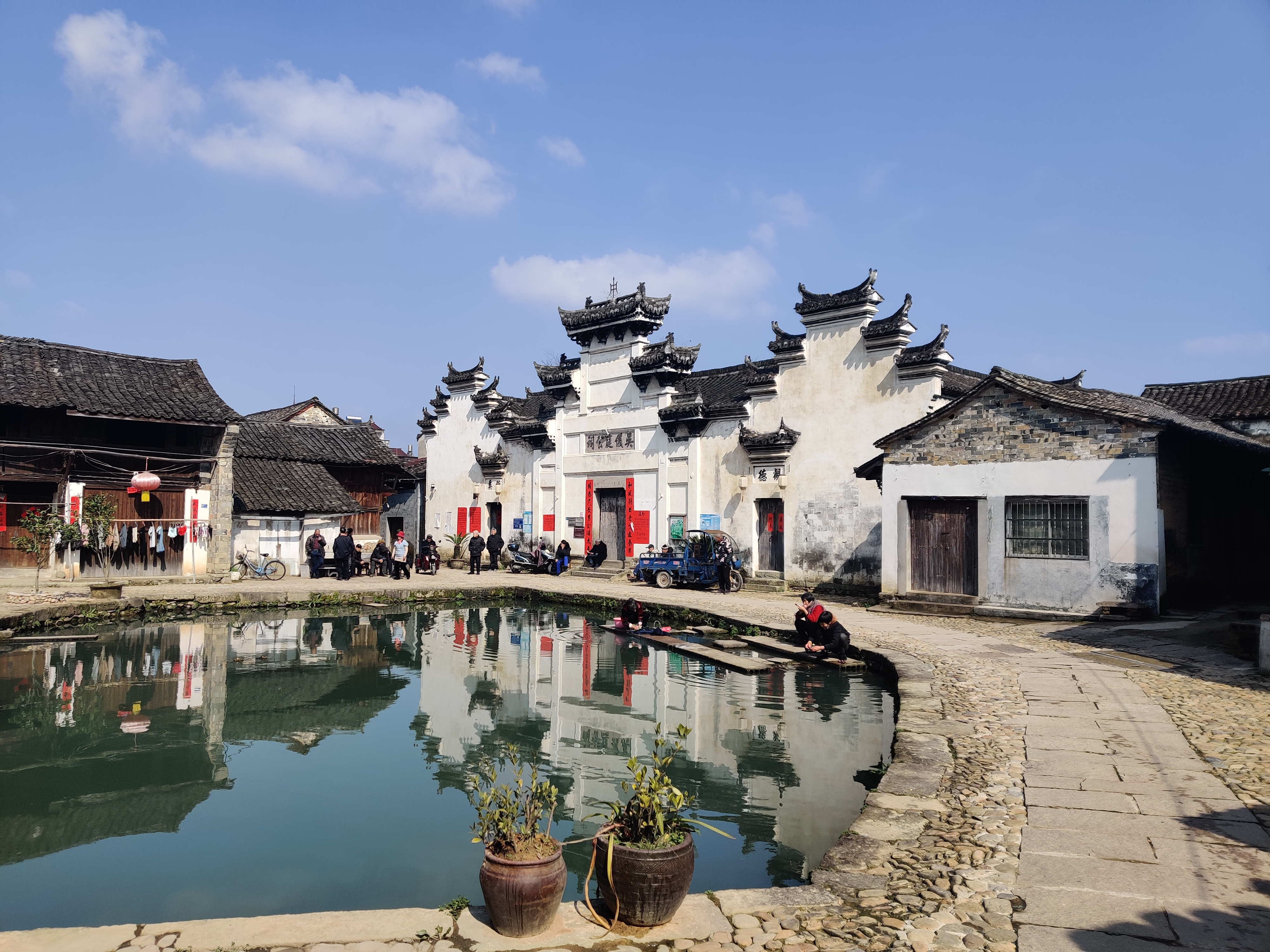
吴仪庭公祠
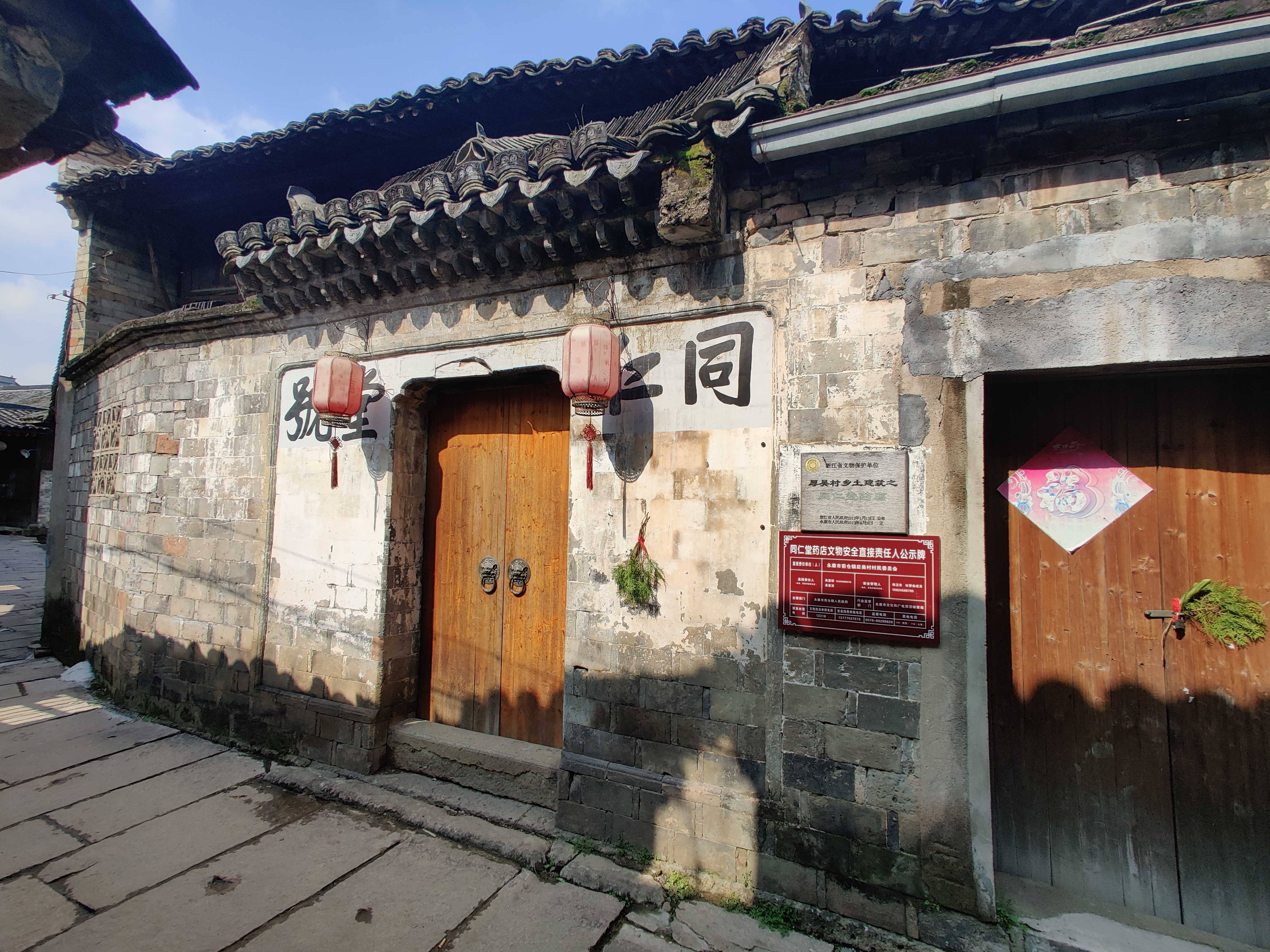
同仁堂药店
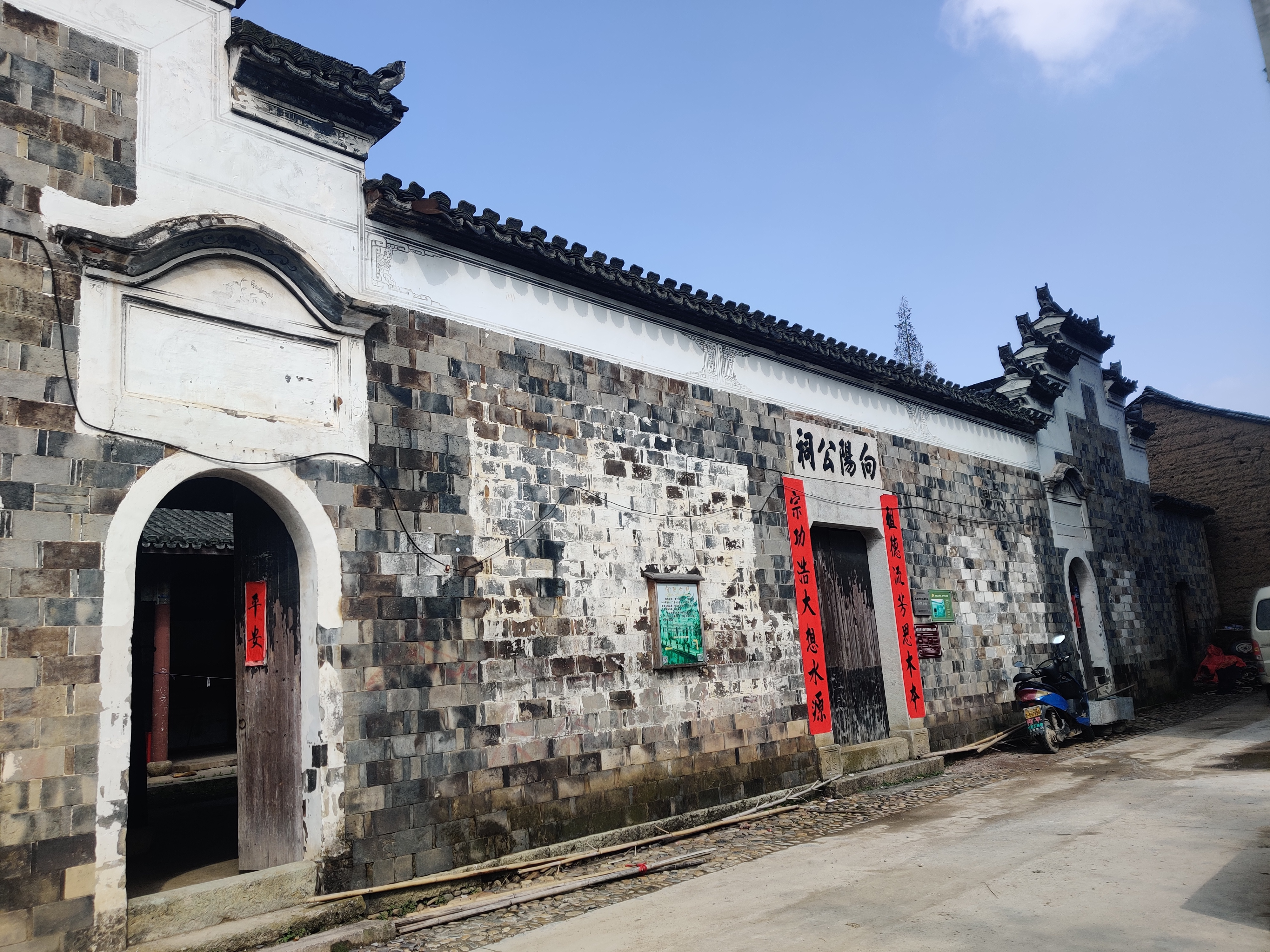
向阳公祠
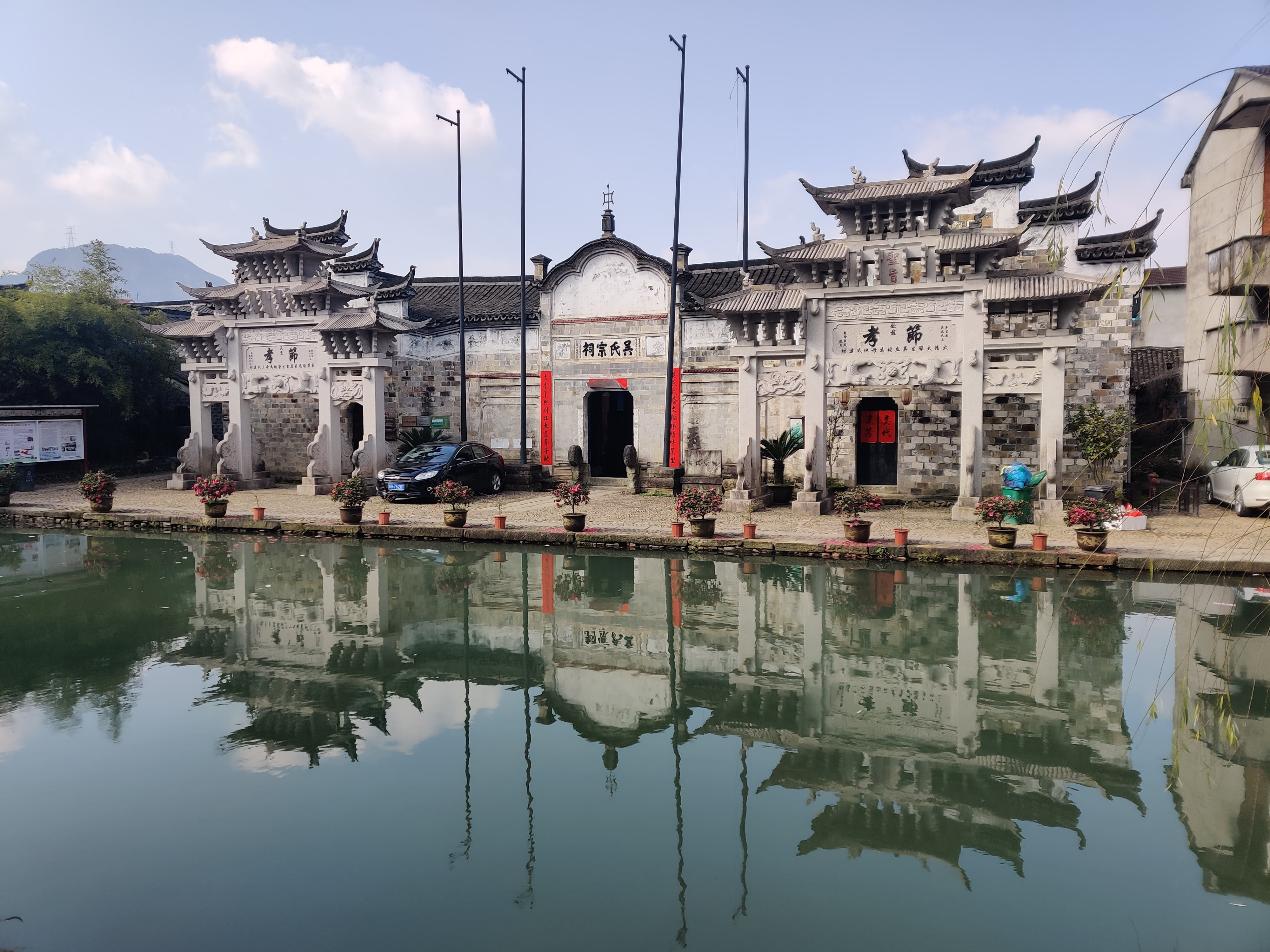
吴氏宗祠
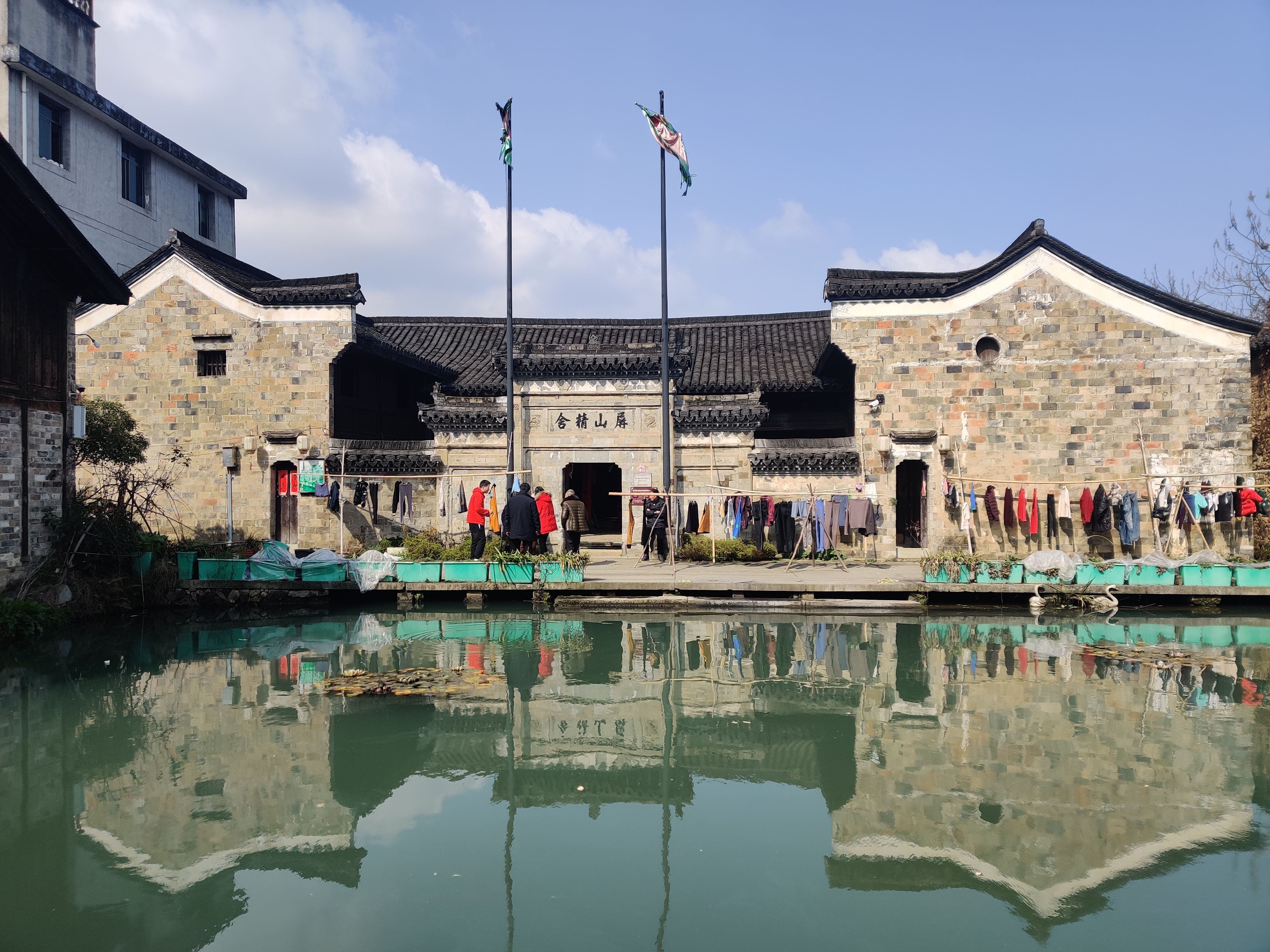
屏山精舍
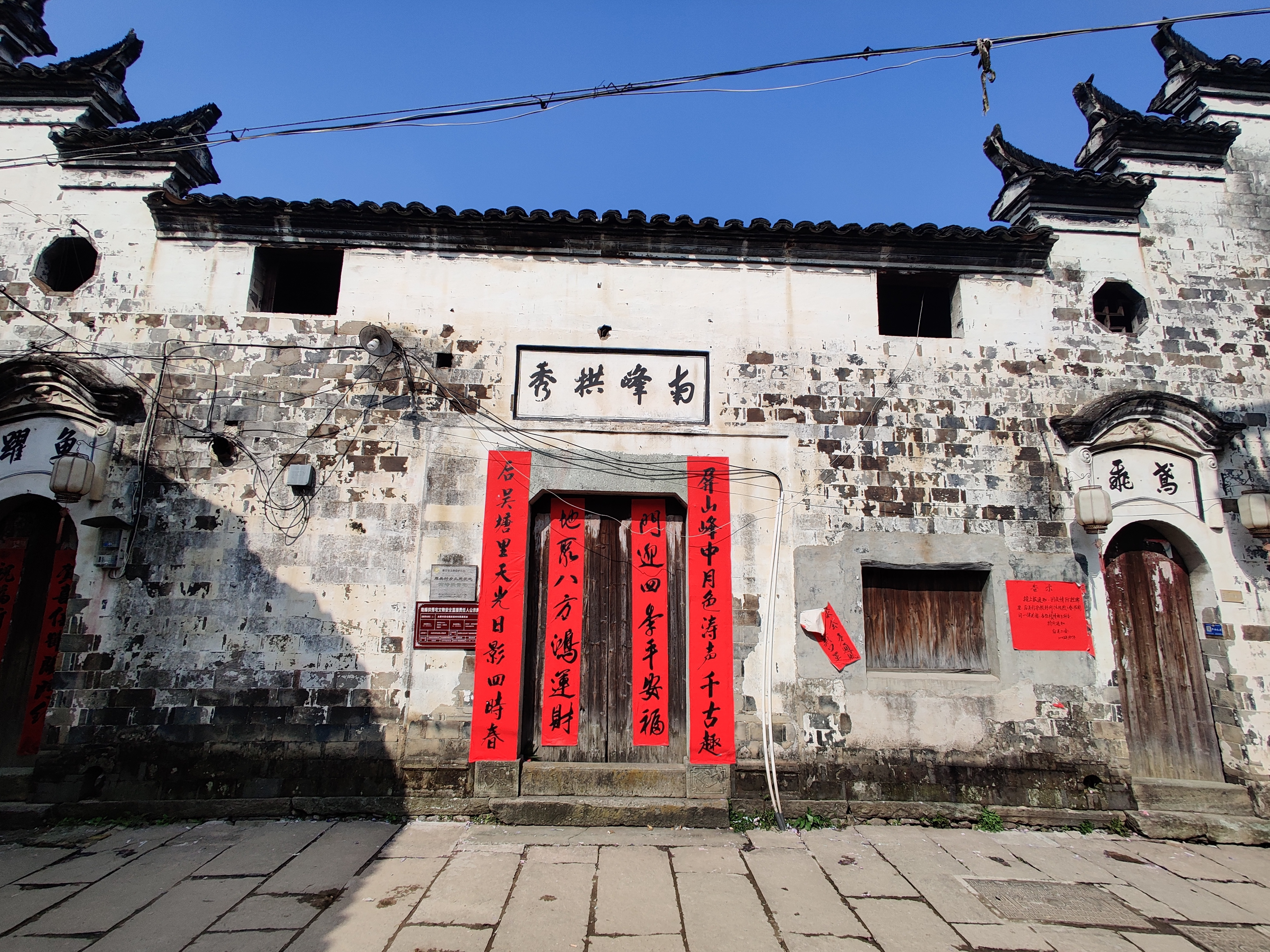
南峰拱秀宅
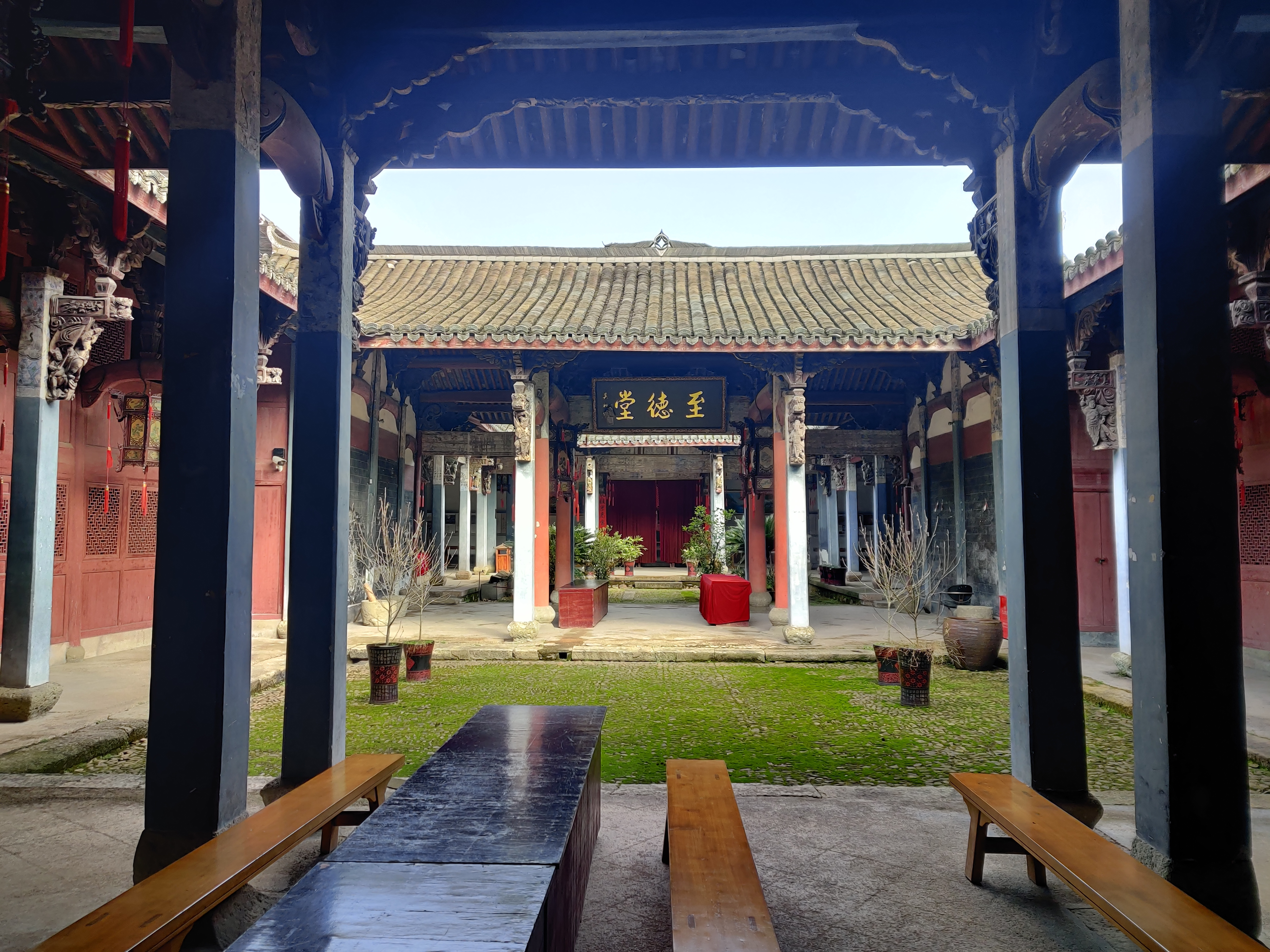
澄一公祠内部景象
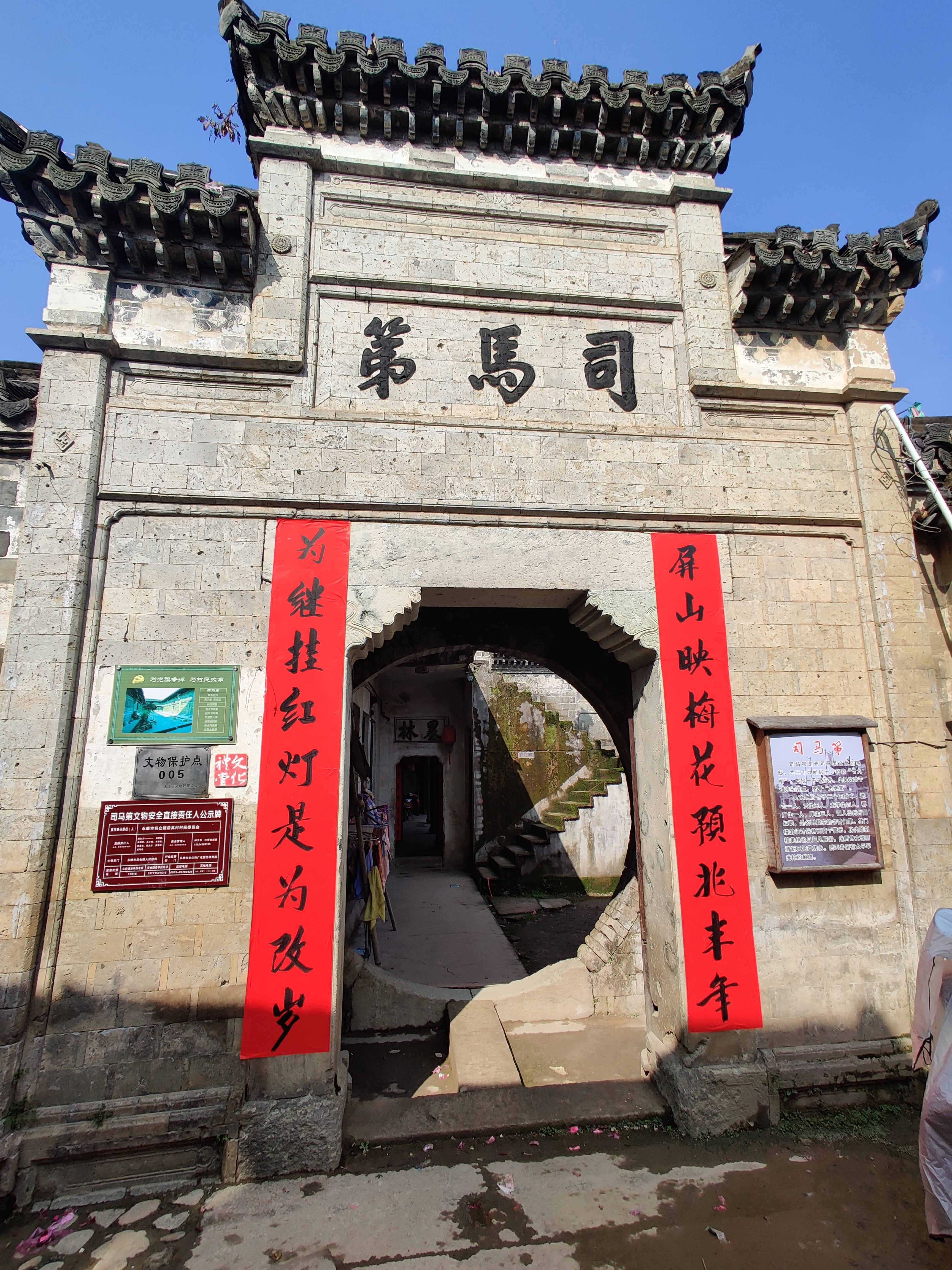
司马第